# Чхаидзе, Екатерина Ивановна
Екатерина Ивановна Чхаидзе (1923 год, село Шрома, Озургетский уезд, ССР Грузия) — колхозница колхоза имени Орджоникидзе Шромского сельсовета Махарадзевского района, Грузинская ССР. Герой Социалистического Труда (1949).

## Биография
Родилась в 1923 году в крестьянской семье в селе Шрома Озургетского уезда. Окончила местную начальную школу. С конца 1930-х годов трудилась рядовой колхозницей на чайной плантации колхоза имени Орджоникидзе Махарадзевского района (сегодня — Озургетский муниципалитет), председателем которого был Михаил Филиппович Орагвелидзе.
В 1948 году собрала 6428 килограммов сортового зелёного чайного листа на участке площадью 0,5 гектаров. Указом Президиума Верховного Совета СССР от 29 августа 1949 года удостоена звания Героя Социалистического Труда за «получение высоких урожаев сортового зелёного чайного листа и цитрусовых плодов в 1948 году» с вручением ордена Ленина и золотой медали «Серп и Молот» (№ 4559).
Этим же Указом званием Героя Социалистического Труда были награждены труженицы колхоза имени Орджоникидзе Нина Кайсаровна Гогодзе, Татьяна Нестеровна Чхаидзе и Машо Евсеевна Чхаидзе.
Проживала в родном селе Шрома Махарадзевского района. Дата смерти не установлена.